# Герхард Лампрехт
Ге́рхард Ла́мпрехт (нім. Gerhard Lamprecht; 6 жовтня 1897, Берлін, Німецька імперія — 4 травня 1974, Берлін, НДР) — німецький кінорежисер,
сценарист, драматург та історик кіно.

## Біографія та кар'єра
Герхард Лампрехт народився 6 жовтня 1897 року в Берліні. З дитинства цікавився кінематографом, з 12 років працював кіномеханіком. У 1914 році його перший кіносценарій придбала берлінська кінокомпанія «Eiko-Film GmbH». З 1916 року Лампрехт навчався акторській майстерності у Пауля Більдта, піонера німецького кінематографу, та застосовував свої знання на сцені. Він вивчав театрознавство та історію мистецтва в Берлінському університеті. У 1917 році Лампрехту було запропоновано ставку автора і драматурга в кінокомпанії Оскара Местера, але він був призваний до армії. У 1918 році Лампрехт після поранення знову став писати сценарії прямо у шпиталі. Лупу Пік, з яким Лампрехту доводилося працювати раніше, запросив його головним драматургом у своїй компанії «Rex-Film».
У 1920 році Лампрехт дебютував як режисер фільмом «Він залишається в сім'ї» (нім. Es bleibt in der Familie). В епоху німого кіно він вивчав техніку монтажу, розроблену С. М. Ейзенштейном. Лампрехт створив успішні екранізації літературних творів: «Будденброки» (1923) за однойменним романом Томаса Манна та «Еміль і детективи» (1931) за однойменним романом Еріха Кестнера і сценарієм Біллі Вайлдера. Лампрехт виявляв велику цікавість до життя найбідніших верств населення і в середині 1920-х років створив кінотрилогію соціальної спрямованості («Знедолені» 1925, «Незаконнонароджені: Трагедія дітей» 1926 і «Люди серед людей» 1926).
Серед фільмів, знятих Лампрехтом після 1933 року, найвідомішою є стрічка «Пані Боварі» (1937) за романом Гюстава Флобера «Пані Боварі» за участю Поли Негрі і Фердинанда Маріана. Післявоєнний фільм «Десь у Берліні» (1946) про долі німецьких дітей, що пережили війну, став одним з перших фільмів, створених після Другої світової війни на кіностудії DEFA. З 1949 року Герхард Лампрехт працював у ФРН де поставив низку комерційних фільмів.
Лампрехт цікавився історією кіно і створив велику колекцію, яка в 1962 році була передана Сенату Берліна і лягла в основу Німецької сінематеки (нім. Deutsche Kinemathek — Museum für Film und Fernsehen), якою Лампрехт керував до 1966 року.
Гердард Лампрехт помер 4 травня 1958 у Берліні, де й похований на Целендорфському лісовому кладовищі.

## Фільмографія (вибіркова)
Режисер
- 1920 : Він залишається в сім'ї / Es bleibt in der Familie
- 1922 : Швидкоплинні тіні / Aus den Erinnerungen eines Frauenarztes — 1. Fliehende Schatten
- 1922 : Зі спогадів жінки-лікаря / Aus den Erinnerungen eines Frauenarztes — 2. Lüge und Wahrheit
- 1923 : Будинок без сміху / Das Haus ohne Lachen
- 1923 : Будденброки / Die Buddenbrooks
- 1925 : Знедолені / Die Verrufenen
- 1926 : Люди серед людей / Menschen untereinander
- 1926 : Незаконнонароджені: Трагедія дітей / Die Unehelichen — eine кindertragödie
- 1927 : Сестра Вероніка / Schwester Veronica
- 1927 : Котяча стежка / Der Katzensteg
- 1928 : Старий Фріц. Мир / Der alte Fritz — 1. Friede
- 1928 : Старий Фріц. Фініл / Der alte Fritz — 2. Ausklang
- 1928 : Під ліхтарем / Unter der Laterne
- 1929 : Людина із зеленою жабою / Der Mann mit dem Laubfrosch
- 1931 : Дві моралі / Zweierlei Moral
- 1931 : Між ніччю та ранком / Zwischen Nacht und Morgen
- 1931 : Еміль і детективи / Emil und die Detektive
- 1932 : Чорний гусар / Der schwarze Husar
- 1933 : Якийсь пан Гран / Ein gewisser Herr Gran
- 1934 : День прийде / Un jour viendra
- 1934 : Принцеса Турандот / Prinzessin Turandot
- 1935 : Турандот, принцеса Китаю / Turandot, princesse de Chine
- 1935 : Баркарола / Barcarole
- 1935 : Один зайвий на борту / Einer zuviel an Bord
- 1936 : Особливий гість / Ein seltsamer Gast
- 1937 : Пані Боварі / Madame Bovary
- 1937 : Жовтий прапор / Die gelbe Flagge
- 1938 : Гравець / Der Spieler
- 1939 : Кохана / Die Geliebte
- 1939 : Жінка в потоці / Frau im Strom
- 1940 : Дівчина в передпокої / Mädchen im Vorzimmer
- 1941 : Кларисса / Clarissa
- 1942 : Дизель / Diesel
- 1943 : Ти належиш мені / Du gehörst zu mir
- 1945 : Брати Нолтеніус / Die Brüder Noltenius
- 1945 : Товариш Гедвіґ / Kamerad Hedwig
- 1946 : Десь у Берліні / Irgendwo in Berlin
- 1949 : Квартет уп'ятьох / Quartett zu fünft
- 1949 : Мадонна в ланцюгах / Madonna in Ketten
- 1954 : Коні мого батька. Частина 1: Лена і Ніколіне / Meines Vaters Pferde, 1. Teil: Lena und Nicoline
- 1954 : Коні мого батька. Частина 2: Його третя дружина / Meines Vaters Pferde, 2. Teil: Seine dritte Frau
- 1954 : Ангел з вогнеметним мечем / Der Engel mit dem Flammenschwert
- 1955 : Старший вахмістр Борк / Oberwachtmeister Borck

## Визнання
| Рік                 | Категорія                                                                | Фільм                                                                    | Результат |
| ------------------- | ------------------------------------------------------------------------ | ------------------------------------------------------------------------ | --------- |
| Німецька кінопремія |                                                                          |                                                                          |           |
| 1967                | Почесна премія за особливий багаторічний внесок в німецький кінематограф | Почесна премія за особливий багаторічний внесок в німецький кінематограф | Перемога  |